# Jelašnica (Knjaževac)
Pour les articles homonymes, voir Jelašnica.
Jelašnica (en serbe cyrillique : Јелашница) est un village de Serbie situé dans la municipalité de Knjaževac, district de Zaječar. Au recensement de 2011, il comptait 125 habitants.

## Démographie
| 1948 | 1953 | 1961 | 1971 | 1981 | 1991 | 2002 | 2011 |
| ---- | ---- | ---- | ---- | ---- | ---- | ---- | ---- |
| 743  | 781  | 767  | 600  | 487  | 353  | 212  | 125  |

|  |